# Talkiwka
Talkiwka (ukr. Тальківка) – wieś na Ukrainie, w obwodzie żytomierskim, w rejonie nowogrodzkim, nad Słuczą. W 2001 roku liczyła 66 mieszkańców.